# Otiothops calcaratus
Espèce
Otiothops calcaratus est une espèce d'araignées aranéomorphes de la famille des Palpimanidae.

## Distribution
Cette espèce est endémique du département de Cundinamarca en Colombie,.

## Description
Le mâle décrit par Platnick en 1975 mesure 6,91 mm et la femelle 7,45 mm.

## Publication originale
- Mello-Leitão, 1927 : Notes sur quelques araignées brésiliennes de la collection E. Simon. 1. Les palpimanides de l'Amérique du Sud. Bulletin du Muséum National d'Histoire Naturelle de Paris, vol. 1927, p. 86-92 (texte intégral).